# November Wanderin
November Wanderin (auch Cass Chaya Hirsh) (* 1972 in Chicago, USA) ist eine Filmregisseurin und vornehmlich im Bereich Dokumentarfilme und Spielfilme tätig. Sie lebt seit vielen Jahren in Europa, zurzeit in Berlin.

## Filmographie
- 2002 Berlin Beshert: Koschere Liebe in Berlin?, 30 min., Video
- 2006 The Night Trotsky Came to Dinner, 14 min., 35 mm, 16 mm und Video